# Leucauge vibrabunda
Leucauge vibrabunda là một loài nhện trong họ Tetragnathidae.
Loài này thuộc chi Leucauge. Leucauge vibrabunda được Eugène Simon miêu tả năm 1896.